# 仳理伽普华
仳理伽普华（？—1252年），《高昌偰氏家传》中又名仳里伽貼木兒、仳俚伽帖穆尔、仳俚迦（杰）忽底，元朝高昌回鹘人。
仳理伽普华是岳璘帖穆尔的哥哥，暾欲谷的嫡系子孙，国相克直普尔曾孙，家族世代承袭高昌回鹘国宰相之职。他十六岁时，父亲去世，袭位为国相，号称答剌罕。当时西辽强大，威制畏兀儿，命太师僧少监来监督高昌回鹘。1209年，畏兀儿国王巴而术阿而忒的斤以此为患，他向国王献计，率众谋杀少监。归降蒙古，以功，加号“仳俚杰忽底”（智福之意），进授其妻明别吉号赫思迭林。后来他被国王之左右进谗言，说他藏匿先王珍宝珥珠。于是逃归成吉思汗铁木真，铁木真让他食邑二十三郡，佩金虎符。《元史》记载他不久病故。《史集》记载他后卷入窝阔台系与拖雷系汗位之争。蒙哥即位初，应窝阔台系诸王之邀，与亦都护萨仑的斤想要以军五万驻扎别失八里（今新疆吉木萨尔北破城子）郊外，名为铲除当地穆斯林，实为配合斡兀立海迷失等反对蒙哥。事泄，于1252年被杀。

## 延伸阅读
[在维基数据编辑]
 《新元史/卷136》，出自柯劭忞《新元史》